# 水口製作所
株式会社水口製作所（みなくちせいさくしょ）は、静岡県裾野市に本社を置く工作機械の製造、および販売を行う企業。

## 沿革
（この節の出典）
- 1936年2月 - 初代社長・水口千太が現在の熱海市網代で船舶用小型エンジンの製作・修理業を開業
- 1939年7月 - ミシン部品の製造販売業に転換
- 1943年9月 - 工場を現在の裾野市に転換
- 1947年2月25日 - 株式会社として設立
- 1958年6月 - 生産型円筒研削盤の市販を開始
- 1966年4月 - 水口昌夫が社長に就任
- 2000年12月 - 水口泰昌が社長に就任

## 主な製品
- CNC円筒研削盤
- CNC鏡面加工機
- CNC注射針刃先研削盤
- 外径・振れ測定器